# Roman Grodecki
Roman Grodecki herbu Poraj (ur. 21 kwietnia 1889 w Rzeszowie, zm. 17 kwietnia 1964 w Krakowie) – polski historyk, profesor Uniwersytetu Jagiellońskiego, członek Polskiej Akademii Umiejętności.

## Życiorys
Był synem Jana (urzędnika podatkowego) i Karoliny z Gorylskich, uczęszczał do szkoły powszechnej w Kołomyi i gimnazjum w Bochni; w latach 1907–1912 studiował historię, filozofię, geografię, historię prawa, filologię i archeologię na Uniwersytecie Jagiellońskim. Wśród jego wykładowców uniwersyteckich byli m.in. Franciszek Bujak, Ignacy Chrzanowski, Wiktor Czermak, Włodzimierz Demetrykiewicz, Wacław Tokarz; pod opieką Stanisława Krzyżanowskiego obronił w 1918 doktorat na podstawie pracy Książęca włość trzebnicka na tle organizacji majątków książęcych w Polsce w XII wieku; jeszcze w czasie studiów pracował jako aplikant w Archiwum Akt Dawnych w Krakowie (1909–1912). W latach 1913–1914 był asystentem w Seminarium Historycznym UJ, następnie (1914–1917) służył w Legionach.
Po obronie pracy doktorskiej został adiunktem w Archiwum Akt Dawnych (do 1921) oraz powrócił na stanowisko asystenta w Seminarium Historycznym. W 1920 habilitował się i został docentem w Katedrze Historii Gospodarczej Powszechnej i Polski, dwa lata później otrzymał nominację na profesora nadzwyczajnego i kierownika Katedry Historii Gospodarczej Średniowiecznej. W 1929 został profesorem zwyczajnym. W czasie wojny uczestniczył w tajnym nauczaniu we Lwowie. W 1945 powrócił do pracy na UJ, kierował kolejno katedrami Historii Gospodarczej i Społecznej (1945–1952), Historii Polski Feudalnej (1952–1957), Historii Polski do XV Wieku (1957–1960). Wykładał również historię średniowieczną Polski w Wyższej Szkole Pedagogicznej w Krakowie (1949–1957). Z powodu ciężkiej choroby, a także załamania psychicznego po śmierci żony, w 1957 (na trzy lata przed formalną emeryturą) zaprzestał prowadzenia wykładów.
W 1928 został powołany na członka korespondenta PAU, w 1946 na członka czynnego PAU; pełnił funkcję sekretarza Wydziału II PAU (1952) oraz przewodniczącego Komisji Historycznej PAU (1949–1952). Był również prezesem honorowym Oddziału Krakowskiego Polskiego Towarzystwa Historycznego. W 1953 otrzymał nagrodę państwową II stopnia za prace dotyczące historii Śląska, szczególnie za przekład i wydanie Księgi Henrykowskiej. Uniwersytet Warszawski nadał Grodeckiemu w 1960 doktorat honoris causa. Ponadto historyk został odznaczony Krzyżem Niepodległości, Krzyżem Walecznych (trzykrotnie), Krzyżem Oficerskim Orderu Odrodzenia Polski (1954). W 1960 środowisko historyczne dedykowało mu publikację Prace z dziejów Polski feudalnej ofiarowane Romanowi Grodeckiemu w 70. rocznicę urodzin.
W pracy naukowej zajmował się historią gospodarczą średniowieczną, naukami pomocniczymi historii, edytorstwem. Był inicjatorem szerokich badań nad polską średniowieczną polityką menniczą, zajmował się zagadnieniami metrologii i technologii pieniądza. Badał obyczaj dyplomatyczny w Polsce średniowiecznej. Prowadził badania nad mało znanymi faktami z życia Zbigniewa, syna Władysława Hermana i brata Bolesława Krzywoustego. Przygotował do wydania Księgę Henrykowską (1949), Anonyma tzw. Galla Kronikę Polską (1923), Rachunki wielkorządowe krakowskie z roku 1471 (1953); przełożył i przygotował do publikacji (By czas nie zaćmił i niepamięć, 1975) fragmenty kilku polskich kronik, m.in. Wincentego Kadłubka, Janka z Czarnkowa, Jana Długosza, Filipa Kallimacha oraz Kronik Wielkopolskiej, Oliwskiej, Krakowskiej i Książąt Polskich. Brał udział w pracach przygotowawczych nad wydaniem Słownika starożytności słowiańskich, a także współpracował z pismami „Wiadomości Numizmatyczne i Archeologiczne” (1922–1926) i „Kwartalnik Historyczny” (1946–1948). Z prac Grodeckiego korzystali polscy autorzy książek historycznych – Antoni Gołubiew i Paweł Jasienica. Miał opinię wymagającego profesora; jednym z jego uczniów był Marian Friedberg. Przez wiele lat Grodecki przyjaźnił się z historykiem Janem Dąbrowskim. Został pochowany na cmentarzu Rakowickim w Krakowie.
Ogłosił ponad 170 prac, m.in.:
- Nieznane pieczęcie m. Krakowa (1912)
- Dzieje klasztoru premonstrateńskiego w Busku w wiekach średnich (1913)
- Studya nad dziejami gospodarczymi Polski w XII wieku (1916)
- Dziesięcina mennicza w Polsce średniowiecznej (1918–1919)
- Przyczynki do dziejów rolnictwa w Polsce średniowiecznej (1919)
- Mincerze we wcześniejszym średniowieczu polskim (1921)
- Polityka mennicza książąt polskich w okresie piastowskim (1921)
- Przywilej menniczy biskupstwa poznańskiego z roku 1232 (1921)
- Mistrz Wincenty Kadłubek, biskup krakowski (1923)
- Dzieje Polski do roku 1194 (1926)
- Dzieje Polski średniowiecznej (1926, ze Stanisławem Zachorowskim i Janem Dąbrowskim)
- Dzieje Polski do roku 1386 (1928, w: Polska, jej dzieje i kultura)
- Dzieje polityczne Śląska do roku 1290 (1930)
- Dzieje zwierzchności menniczej w Polsce średniowiecznej (1930)
- Początki immunitetu w Polsce (1930)
- Kraków i ziemia krakowska (1934, z Kazimierzem Lepszym i Józefem Feldmanem)
- Kongres krakowski w roku 1364 (1939)
- Początki gospodarki folwarcznej w Polsce (1949)
- Sprawa św. Stanisława (1979)